# Ловас, Ласло
Ласло Ловас (венг. Lovász László, ˈlaːsloː ˈlovaːs; род. 9 марта 1948) — венгерский математик, известный работами по комбинаторике, за которые он был награждён многими престижными премиями.
Член Национальной академии наук США (2012).

## Биография
Родился в семье хирурга. Значительное впечатление на него оказали статья и личная встреча с Палом Эрдёшем. Во время учёбы в школе трижды выигрывал золотые медали на Международных математических олимпиадах (1964, 1965, 1966 года; в 1963 году получил серебряную), а его сын выиграл медаль в 2008 году.
Степень кандидата наук защитил в 1970 году в Венгерской академии наук, под руководством Тибора Галлаи (венг. Gallai Tibor). В течение 1990-х работал в должности профессора в Йельском университете и сотрудничал с исследовательским центром Microsoft до 2006 года. Затем вернулся в Будапештский университет, на должность директора Института математики.

## Научный вклад
Работы Ловаса в основном относятся к дискретной математике, включая теорию графов и комбинаторику (в первую очередь комбинаторную оптимизацию), а также к теоретической информатике. Он известен как соавтор имеющего многочисленные приложения алгоритма Ленстры — Ленстры — Ловаса (LLL-алгоритма). Ловас доказал теорему о совершенных графах (что принесло ему первоначальную известность), нашёл ёмкость Шеннона пятиугольника (использованная им при этом оценка теперь известна как число Ловаса), доказал формулу для хроматического числа кнезеровского графа, сформулировал известную гипотезу о гамильтоновом цикле. Кроме того, он разработал многие другие алгоритмы, помимо LLL-алгоритма, доказал локальную лемму Ловаса, работал над теоремой PCP и популяризировал метод эллипсоидов. Также Ловас написал несколько известных книг по дискретной математике.

## Признание
Был президентом Международного математического союза в 2007—2010 годах.
Получил грант от Европейского исследовательского совета в 2008 году. В 2008 году сделал пленарный доклад на Европейском математическом конгрессе. Избран иностранным членом Российской академии наук (2006), Шведской королевской академии наук (2007), почётным членом Лондонского математического общества в 2009 году. Находится в списке самых цитируемых исследователей ИНИ. 
С 2012 года является действительным членом Американского математического общества.
Соавтор 6 статей с Палом Эрдёшем (благодаря этому обладает числом Эрдёша, равным 1).

## Награды
- 1985 — Государственная премия Венгрии[венг.]
- 1979 — Премия Пойи SIAM
- 1998 — Командор ордена Заслуг
- 1981 — Лучшая статья по теории информации от IEEE
- 1982 — Премия Фалкерсона
- 1993 — Медаль Брауэра
- 1996 — Эйлеровская лекция
- 1999 — Премия Кнута
- 1999 — Премия Вольфа по математике
- 2001 — Премия Гёделя[14]
- 2006 — Теоретическая премия фон Неймана
- 2007 — Премия Бойяи[венг.][15][16][17]
- 2008 — Премия Сеченьи[16][18]
- 2010 — Премия Киото по фундаментальным наукам
- 2012 — Премия Фалкерсона
- 2021 — Венгерский орден Святого Стефана[19]
- 2021 — Премия Абеля[20]